# 伊苏：起源
《伊蘇：始源》是由Falcom開發的動作角色扮演遊戲。初版在2006年12月21日發行於Microsoft Windows。

## 故事
在亞特魯活跃時代的700多年前，由雙子女神與六神官治理，藉由黑真珠與庫雷利亞金屬之力而繁榮的王國伊蘇，突然遭受魔物軍團侵襲。雙子女神與六神官決定藉由黑真珠之力，將伊蘇王國的中心地帶薩爾門神殿漂浮到空中。但魔物們卻建立了聳入雲端的高塔追擊。
在這關鍵時刻，象徵伊蘇的雙子女神卻連同黑真珠失去了蹤影，六神官們集結了騎士與魔道師的精銳力量組成女神搜索隊，前往地面艾斯塔利亞探尋女神的蹤影，故事就此展開。
此代故事依優妮卡、雨果、托爾三位主角分為三段不同劇情，其中托爾的劇情為伊蘇系列正史。

## 登場人物
主角
- 優妮卡·托霸（Yunica Tovah）

使用斧頭作為武器的女孩。
從小被訓練成為一名服務兩位女神的神殿騎士，作為女神搜索隊的一員從伊蘇來到艾斯塔利亞尋找失蹤的女神。她是六神官之一托霸的後裔。
- 雨果·法克特（Hugo Fact）

使用家傳魔法「法克特之眼」的年輕魔道師。
作為女神搜索隊的一員從伊蘇來到艾斯塔利亞尋找失蹤的女神，是托爾的弟弟，也是六神官之一法克特的後裔。
- 「拿鉤爪的」（The Claw）

女神搜索隊敵對陣營中充滿謎團的角色。
當進行優妮卡與雨果的劇情時，他是擋在兩人面前的反派角色。
真實身分為雨果的哥哥「托爾·法克特」，在通過了優妮卡與雨果的劇情後，可以進行他的劇情。
- 托爾·法克特（Toal Fact）

本作的真正主角。故事為正史劇情。
是伊蘇王國神殿騎士團的副團長。與雙子女神有著知心好友的交情，其中更與女神蕾雅有著淡淡的情愫在。
在雙子女神以黑真珠之力，將伊蘇王國的中心地帶薩爾門神殿漂浮到空中時，與團長薩烏爾·托霸留在地面進行斷後的作戰。在遭遇魔物層層圍攻敗戰後，被達雷斯植入了「魔之因子」。頭髮轉變為水藍色，臉上浮現一道傷疤，加入了暗之一族的陣營中。
實際上是為了以魔之因子的力量，破壞黑真珠而行動著。隱約察覺到魔物的圍攻是伊蘇王國內有人與之勾結。
在最後得知了一切都是父親凱因·法克特的陰謀後以全力阻止。然而力竭之際只能眼睜睜的看著雙子女神以自身之翼的力量，封印了黑真珠陷入了長眠之中。在故事的最後返回了天空中的伊蘇王國，繼承空出來的法克特神官之位。
《伊蘇I》亞特魯得到的庫雷利亞銀劍與六本伊蘇之書，以及《伊蘇II》中引導亞特魯的法克特神官像，都與托爾有關。
女神
- 蕾雅（Reah）

伊蘇的雙子女神之一。有翼人。掌管秩序。
將黑真珠及庫雷利亞金屬傳授給伊蘇的人們，關心著伊蘇秩序與安寧。然而卻在神殿升空後與菲娜失去了蹤影。
和菲娜察覺到黑真珠內蘊涵的不祥力量，兩人決心前往地面進行封印黑真珠的動作
和托爾互有好感，但是為了封印黑真珠，和托爾話別後運用了翼的力量，陷入了長久的沉眠。
- 菲娜（Feena）

伊蘇的雙子女神之一。有翼人。掌管自由。
將黑真珠及庫雷利亞金屬傳授給人們，關心人民的生活與幸福。然而卻在神殿升空後與蕾雅失去了蹤影。
與蕾雅一同封印黑真珠後陷入沉眠。在700年後甦醒，為《伊蘇I》、《伊蘇II》的女主角。
女神搜索隊
- 希昂

管理薩爾門神殿的年輕祭司長。受六神官的指派，擔任女神搜索隊的負責人。
- 加雷昂

神殿騎士團的副團長，性情勇猛果斷，凡事一馬當先因而深受騎士們的信任。
- 賽希莉亞、拉莫娜、羅伊

神殿騎士團的其他成員，都被選入女神搜索隊中。
- 利克·潔瑪

率先成功進入達姆之塔的新人魔道師。他是伊蘇的六神官之一傑瑪的後裔。
- 加迪娜、謬夏

女神搜索隊中的女魔道師。
- 迪諾、愛奧莉亞

女神神殿的祭司，參加了女神搜索隊。
暗之一族
- 達雷斯（Duless）

為入侵古伊蘇國暗之一族之魔道士首領
六神官之一凱因將伊蘇重要情報洩漏給達雷斯和給予「魔之根源」並利用之，帶領暗之一族帶領魔物攻打伊蘇元兇之一。
實際上是凱因利用來培養「魔之根源」的傀儡，但不自知。
在《伊蘇II》以倒數第二位魔物Boss的角色登場。
- 薩巴（Zava）

妖豔的女魔道師。達雷斯忠實的手下。最早是作為一名魔物Boss出現在《伊蘇II》中。
- 奇修迦爾（Kishgal）

手持戟的狂戰士。
屬於「暗」之一族。不屑於與魔道師的戰鬥。在死鬥中殺害了薩烏爾·托霸。
他的名字與《伊蘇VI》中的迷宮「廢都奇修迦爾」相同，但不知是否有關。
- 艾波娜（Epona）

奇修迦爾的妹妹，精明能幹的女戰士。
能夠自由的揮動三叉戟作為自己的攻擊武器，雖然看起來很殘忍，但有時候也會流露出坦率單純的一面。基本上討厭魔道師，但不知道為什麼對身為魔道師的雨果感到在意。
其他人物
- 薩烏爾·托霸（Saul Tovah）

原神殿騎士團的團長。優妮卡·托霸的父親，伊蘇六神官之一托霸的後裔。
與托爾在神殿升空時留在地面斷後，在層層魔物圍攻之後，在與奇修迦爾的死鬥中戰死。
以回憶及靈魂的方式，在本作中出現。
- 璐

出現在《伊蘇·始源》、《伊蘇II》、《塞爾塞塔的樹海》裡的一種神獸。
在《伊蘇·始源》裡則散佈在每一層迷宮裡。在遊戲中說的是英語，但用另外一套字母來顯示。《伊蘇II》中當玩家使用潔瑪的魔法時可以變身「亞特璐」，就可以看懂璐說的話；在《伊蘇·始源》中當玩家操縱托爾·法克特並「魔人化」時也可以看懂璐說的話。
在《伊蘇II》中群居在熔岩地帶的一個洞穴中，在《塞爾塞塔的樹海》群居在太陽神殿內。
- 凱因·法克特（Cain Fukt）

原伊蘇六神官之首，受到黑真珠的力量誘惑，聯絡暗之一族侵襲伊蘇。
利用達雷斯培養「魔之根源」，並與黑真珠融合後成為魔王達姆（Dahm）。但野心受到其長子托爾所阻止，然而與黑真珠融合的他已經是不死之身，最後雙子女神運用了翼的力量與之一同封印。
700年後在《伊蘇II》內覺醒，成為最後的Boss，最後被亞特魯消滅。